# Bandera de las Seychelles
La bandera nacional es la insignia oficial de las Seychelles. Fue adoptada el 18 de junio de 1996. 
Los habitantes de las Seychelles dicen que las bandas oblicuas simbolizan a un país dinámico en constante movimiento hacia el futuro[cita requerida]. La banda azul representa al mar y al cielo, la amarilla al sol que ilumina el archipiélago, la roja a la gente y su trabajo en unión hacia el futuro. La banda blanca representa la justicia social y la armonía y la verde al entorno natural.
La bandera original fue adoptada luego de la independencia del país, en 1976. En 1977, cuando el presidente James Mancham fue depuesto por France-Albert René, se abandonó la bandera original y comenzó a utilizarse una nueva, con una franja roja, otra blanca y otra verde, superpuestas como si fueran olas del mar. En 1996, se decidió usar la bandera actual.

## Estandarte Presidencial

Usado desde 1977-1996, la bandera nacional de 1977, con un borde amarillo, desfigurado con un círculo blanco que contiene el escudo de armas de las Seychelles.
Bandera del Presidente de Seychelles (1976–1977)
Usado a partir de 1996, la bandera nacional desfigurada con el escudo de armas en la esquina superior derecha.

## Banderas históricas

Bandera de Seychelles (1903-1961). Insignia diseñada por Charles George Gordon. Con anterioridad a 1903, Seychelles fue administrado como una dependencia de Mauricio.
Bandera de Seychelles desde 1961 hasta 1976. Insignia diseñada por la señora Alec McEwen de Toronto, Canadá.
Bandera del Gobernador (1903-1961)
Bandera del Gobernador (1961-1976)
Bandera usada entre junio de 1976 y junio de 1977
Bandera usada entre 1977-1996

- Datos: Q173201
- Multimedia: National flag of Seychelles / Q173201